# Ángela Castro
Pour les articles homonymes, voir Castro.
Ángela Melania Castro Chirivechz (née le 21 février 1993 à La Paz) est une athlète bolivienne pratiquant la marche.

## Carrière
Elle remporte la médaille d'argent du 10 kilomètres marche aux Championnats d'Amérique du Sud juniors d'athlétisme 2011, la médaille d'argent du 20 kilomètres marche aux Championnats d'Amérique du Sud d'athlétisme espoirs 2014 et la médaille de bronze du 20 km marche aux Championnats d'Amérique du Sud d'athlétisme 2015
Elle termine 18e du 20 kilomètres marche féminin aux Jeux olympiques d'été de 2016, soit le meilleur classement d'un marcheur bolivien aux Jeux olympiques. Elle est le porte-drapeau de la Bolivie lors des cérémonies d'ouverture et de clôture de ces Jeux,.
Elle est médaillée d'argent du 20 km marche sur piste lors des Championnats d'Amérique du Sud d'athlétisme 2017.